# 胡爽盦
胡爽盦（1916年—1988年10月4日），别名胡剑鸣，又名霜盦，斋号“啸风堂”，湖北襄阳人，画家，曾先后拜张善孖、张大千学画，曾为中国美术家协会会员，中国老年书画研究会理事。

## 生平

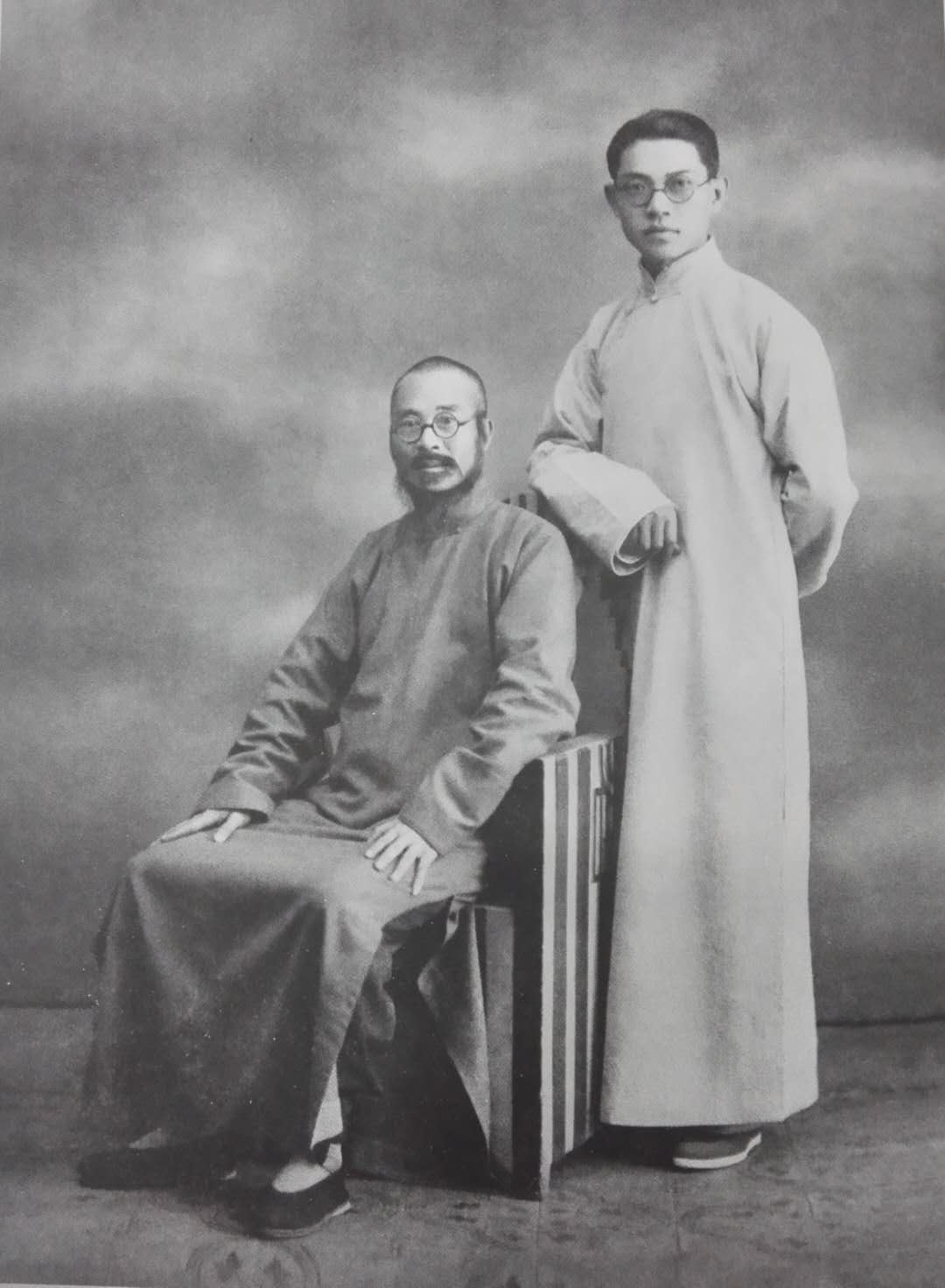
1935年胡爽盦拜张善孖为师留影

胡爽盦为湖北襄阳人，少年时随父亲寓居济南，曾经在黄固源开办的菊伴画社习画，受黄固源的影响而喜欢画虎。十八岁时，到山东济南任省政府交际处科员，常在业余时间画虎。
1935年8月，大风堂张善孖、张大千兄弟到北平办画展，一幅《黄山神虎》因其广泛的社会关注。正在北平工作的胡爽盦因而产生拜师的想法，并最终得到张善孖的赏识，被收为大风堂入室弟子，专习动物画。后来随张善孖回到中国南方，在苏州网师园结识张善孖的弟弟张大千。1939年，胡爽盦又拜张大千为师，研习山水画和人物画。
1935年，张大千娶杨婉君为三夫人，在北平府右街罗贤胡同安置家业，胡爽盦每日到该处学画。后来张氏兄弟搬到颐和园听鹂馆，胡爽盦也每日前往学习。1937年七七事变爆发后，张善孖在国际国内奔走，办画展为支援抗日前线筹集募捐。胡爽盦则在北平卖画为生，对杨婉君母子也颇有照看。后张大千从四川返回北平，日军攻陷北平进驻颐和园，张大千又携家搬回罗贤胡同。张大千拒绝日军出任伪职的要求后一直避在家中作画。胡爽盦则侍奉左右直至张大千逃离北平。1940年10月20日，张善孖因劳累成疾猝然病逝。抗战胜利后，张大千返回北平。在张大千的提携下，胡爽盦在画坛名声鹊起，被公认为“虎痴”张善孖最好的继承人。1948年10月下旬，张大千携家眷飞离北平，胡爽盦从此与恩师天各一方。
1949年北平和平解放后，胡爽盦的生活一度因无人买画而陷入困境，但胡爽盦仍坚持绘画。在抗美援朝捐献活动中，胡爽盦一次便捐献十五幅画作。1951年，胡爽盦参加“中国画研究会”。后又加入中国美术家协会。北京市人民政府成立北京美术公司后，聘请胡爽盦为创作室创作员。1956年，胡爽盦加入中国农工民主党。1957年，胡爽盦被划为“右派”。1959年，胡爽盦加入北京市文化局国画组，从事专业创作。文化大革命期间，胡爽盦迁居和平门内前细瓦厂胡同小四合院的一间东厢房居住，妻子因而离开。尽管无处出售，孤身蜗居的胡爽盦仍坚持作画。文革结束后，胡爽盦得以恢复名誉，迁居朝阳区光华路，并出任农工党北京市委会主办的东方书画研究社顾问，先后向中国残疾人基金会、宋庆龄纪念馆、北京儿童福利基金会捐赠作品。
1977年，日本籍中国画研究学者包国勇来中国大陆拜访胡爽盦，胡爽盦作《虎啸生风》图请包国勇转交给居住在台湾的恩师张大千。1981年，包国勇到台湾拜访张大千，并将胡爽盦的画作送交张大千。张大千随即在图上题跋，并将画作挂上墙合影留念。几日后，张大千将其近作《荷花图》题词后交给包国勇，请他代转胡爽盦，并创作《雄石游鱼图》，请包国勇转交胡爽盦赠与北京的大风堂众门生。1983年，包国勇再次到中国大陆，并将张大千托付的作品交于胡爽盦。而同年的1983年4月2日，张大千离世。
1988年10月4日，胡爽盦去世。

## 作品
1952年，胡爽盦为“抗美援朝书画义卖会”捐献作品15幅。后来，还曾为中国残疾人福利基金会、宋庆龄纪念馆、北京市儿童少年福利基金会、全国体育十佳表彰会、修复长城书画义卖等捐赠作品多幅。1987至1988年2月，胡爽盦曾先后三次到香港举办画展。出版作品有《胡爽盦中国画选》和《虎》等。

## 评价
胡爽盦擅长中国画，工于山水画和人物画，但尤其以画虎著称，被人称为“胡老虎”。胡爽盦的虎画笔墨苍润，形神兼备，富有阳刚之美。张大千曾在1981年为其虎画题词：“满纸风生，真可谓虎虎有生气，但憾不得吾爽盦磅礴挥洒时也”。

## 备注
1. ↑  因“盦”字比较生僻，常被用“庵”取代，作胡爽庵
2. ↑  一说为原名[1]
3. ↑  一说自幼父母双亡，曾在乡间以牧羊为生[1]
4. ↑  一说为自学绘画
5. ↑  一说跟随张善子研习山水、人物[2]